# ソノラマジョッキー
ソノラマジョッキー（ソノラマ・ジョッキー）は、1962年2月4日から1966年12月4日まで朝日放送（ABC）ラジオで放送された音楽番組。

## 概要
タイトル通り、当時ソノシート付き出版物を発行していた朝日ソノラマ（朝日ソノプレス）が提供スポンサーを務め、同社が発行していた雑誌『映画音楽』の付録ソノシートに収録された楽曲を中心に紹介していた。
佐々木信也（野球解説者・野球評論家）がディスクジョッキーを務めた。構成作家は岡本克己が担当。
放送時間は、当初は日曜21:00 - 21:30。以後、同年5月より月曜19:00 - 19:30、1963年6月より日曜23:10 - 23:40にそれぞれ放送された。
1966年4月21日、第14回民放大会賞にて、番組部門ラジオディスク最優秀賞へ入選。

## ネット局
TBSラジオでも、1962年1月31日から1966年10月30日まで放送。時間は、当初が水曜21:10 - 21:40、終了当時が日曜23:35 - 翌0:05。